# Rerik (osada słowiańska)

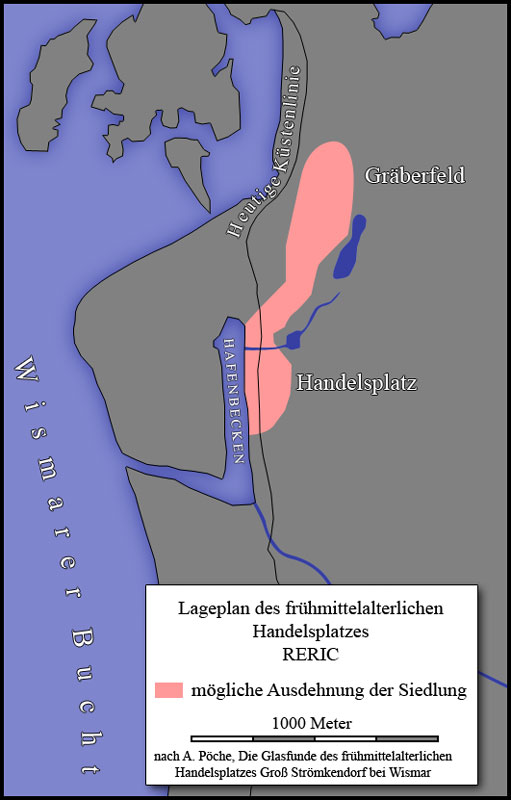
Przypuszczalna lokalizacja Reriku

Rerik – wczesnosłowiańska handlowa osada Obodrytów, położona prawdopodobnie na brzegach Morza Bałtyckiego. Jej dokładna lokalizacja była przez długi czas przedmiotem sporów. Wskazywano m.in. Lubekę, Oldenburg in Holstein, zamek Mecklenburg i Alt-Gaarz na półwyspie Fischland-Darß-Zingst. Począwszy od roku 1990 uznaje się (bazując na badaniach naukowców z Uniwersytetu w Kilonii i ośrodka archeologicznego landu Meklemburgia-Pomorze Przednie, którzy prowadzili wykopaliska w latach 1995−1999), że Rerik leżał na wschodnim brzegu Zatoki Wismarskiej. Niektórzy utożsamiają Rerik z Mechlinem, czasem ze Starogardem Wagryjskim.
W IX wieku Obodryci sprzymierzyli się z cesarzem Karolem Wielkim, który używał portu w Reriku jako części szlaku handlowego położonego poza zasięgiem duńskiej i saksońskiej kontroli. 
Nadmorski targ Rerik jest wspominany przez roczniki frankońskie w 808-809 r.
Osada została w roku 808 najechana i zniszczona przez króla wikinga Godfreda w ramach konfliktu pomiędzy Duńczykami i państwem Franków. Na rozkaz króla zgładzony został wtedy książę obodrycki Drożko (choć inne źródła podają, że zginął on rok później, właśnie w Reriku, co może sugerować, że osada nie została całkowicie zniszczona). Po zniszczeniu Reriku, Godfred przeniósł osadników do Hedeby.